# 121486 Sarahkirby
121486 Sarahkirby è un asteroide della fascia principale. Scoperto nel 1999, presenta un'orbita caratterizzata da un semiasse maggiore pari a 1,9323080 UA e da un'eccentricità di 0,0629169, inclinata di 22,00573° rispetto all'eclittica.